# 晋江文学城
晋江文学城（しんこうぶんがくじょう、英語: Jinjiang Literature City）、かつての名称では晋江原創網 (しんこうげんそうもう、英語: Jinjiang Original Network）は、中国の北京に本部を置くオリジナルのネット文学のウェブサイト、インターネットコミュニティであり、中国本土における女性向け書籍市場の80％超を占めている。2023年8月1日、晋江文学城は創立20周年を祝った。

## 沿革
晋江文学城という名称は、前身となったスレッド「晋江文学欄目」が、1997年に福建省晋江市の電信局が開設した「晋江信息港」という掲示板に成立したことに由来する。このスレッドは、台湾の恋愛小説の海賊版などを共有する場となり、広く中国各地から、おもに女性の利用者を集め、1999年には掲示板「晋江文学城」となり、オリジナル作品を公開できるスレッドも用意されるようになった。ところが、2002年に晋江市電信局が「晋江信息港」の閉鎖を発表し、「晋江文学城」も存続の危機に直面した。そこで有志がクラウドファンディングで資金を集めて「晋江文学城」の名義を買い取り、2003年に拠点を北京市に移して新たに会社を設立し、小説投稿サイトとしての体制を整えた。
2007年に、大手IT企業である盛大網絡が資本参加して、事業の拡大が進み、2015年以降は顕著な巨大化が進んだ。

## ウェブサイトの栄誉
| 年度 | 主催                                                                                 | 栄誉                                                                         |
| ---- | ------------------------------------------------------------------------------------ | ---------------------------------------------------------------------------- |
| 2008 | 中国当代文学研究会                                                                   | 2007年度最優秀文学ウェブサイト・トップ20（2007年度优秀文学网站TOP20奖）      |
| 2008 | 中国当代文学研究会                                                                   | 最も影響力の大きい文学ウェブサイト・トップ10（十大最具影响力文学网站奖）     |
| 2008 | 中国版権博覧会（中国版权博览会）                                                     | 2008年オリジナル・ネット文学セレクション優秀賞（2008原创网络文学评选优秀奖） |
| 2008 | 中国版権博覧会（中国版权博览会）                                                     | 2008年オリジナル文学ウェブサイト優秀賞（2008原创文学网站优秀奖）             |
| 2010 | 北京市委員会宣伝部（北京市委宣传部）、北京オンラインメディア協会（北京网络媒体协会） | 最優秀小説推薦サイト賞（最佳小说推荐网站奖）                                 |
| 2010 | 国際版権博覧会（国际版权博览会）                                                     | 年度最優秀文学ウェブサイト（年度最佳文学网站）                               |
| 2016 | 国家新聞出版広電総局                                                                 | 2016年度図書版権輸出奨励計画部分奨励（图书版权输出奖励计划部分奖励）         |

## 関係する紛争
- 2008年、広州市花季文化傳播有限公司は、同社が著作権を所有する578点の作品を、旧・晋江文学城が無許可で配布しダウンロードさせたとして、北京市海淀区人民法院（中国語版）に訴えた。一審と二審の北京市第一中级人民法院（中国語版）を経て、裁判所は晋江文学城が著作権侵害を認め、賠償を求める判決を下した[5]。
- 2011年、晋江文学城の運営者側の技術的欠陥（作家がタイムリーに更新できない、読者がログインして正常に読むことができないなど）が原因となって、ウェブサイト上の大規模なシステムリソースについて、正常に開いて送信することができなくなり、課金システムにも影響を及ぼし、支払いを行っているユーザーの虚擬財産（中国語版）が失われた。この影響を受け、晋江文学城では、作家や利用者の大規模な流出が発生し、信任の危機が引き起こされた[6]。
- 2014年、晋江文学城の契約作家である "長著翅膀的大灰狼”（本名：丁一）が「ポルノ物品の販売で利益を得た罪（販賣淫穢物品牟利罪）」に問われて起訴された。著者自身の説明によると、「当時連絡を取っていた晋江文学城の編集長は、売り上げを伸ばすために露骨な内容を書くよう求め、自分（女性）は要求に応じて作品にわいせつな内容を追加して電子原稿を晋江の編集長に送った。この編集長は、晋江文学城のカスタマイズセクションにこの本をアップロードし、印刷および販売された本の利益は28％で分配されると伝えた」という。この著者は、執行猶予3年半の判決を受けた[7]。
- 2019年5月、晋江文学城で出版された『不知悔改的男』や『妖孽養成日記』などの作品が、わいせつで色情的な内容を広めた疑いで、北京市の「掃黄打非（扫黄打非）」弁公室などによって調査された。晋江文学城の責任者は、法執行機関に積極的に協力して法律に対処し、是正作業を開始すると述べた。その日から、問題が突出していた「古代純愛チャンネル（古代纯爱频道）」内の「東方架空（东方架空）」のカテゴリと、「派生純愛チャンネル（衍生纯爱频道）」内の「東方幻想（东方幻想）のカテゴリを閉鎖し、オリジナル作品の更新を15日間停止した[8]。7月15日、晋江文学城は、全国「掃黄打非」工作小組弁公室（全国“扫黄打非”工作小组办公室）から、同日夜8時から15日間の更新停止と運営業務停止を命じられ、是正の発表がホームページに掲載されて、関連する行政処罰が科された[9]。
- 2019年8月14日、全国「掃黄打非」工作小組弁公室は『インターネット文学の特別是正の段階的進展（网络文学专项整治取得阶段性进展）』を発表し、晋江文学城の契約作家である袁某某と唐某が違法でわいせつな書籍の販売に関与し、司法手続きが取られたと述べた。ネチズンたちは、袁某某とは有名な作家である墨香銅臭のことだと推測した。8月19日、晋江文学城は声明を発表し、「我々のウェブサイトは管理部門から関連事項の調査を支援する要請を受けたことはなく、ウェブサイトとウェブサイトのスタッフは、いわゆる関連証拠や情報を積極的または消極的に提供したことは一度もありません」とし、また、「晋江文学城が公式捜査に積極的に協力し証拠を提供し、墨香銅臭を逮捕させた」というデマについて法的責任を追及すると述べた[10]。